# 札幌市立上篠路中学校
札幌市立上篠路中学校（さっぽろしりつかみしのろちゅうがっこう）は、北海道札幌市北区篠路町上篠路にある公立（市立）の中学校。

## 概要

### 生徒
- 全校生徒 : 304人（11クラス）
  - 通常学級 : 299人（9クラス）
  - 特別支援学級 : 5人（2クラス）

2018年（平成30年）5月1日現在

### 教職員
- 教職員数 : 25人

2018年（平成30年）5月1日現在

### 学校教育目標
- 「明るい未来を拓く」
  - 社会に自立する生徒の育成

## 沿革
- 1989年（平成元年）3月26日 - 開校式・記念祝賀会を開催。
- 1998年（平成10年）9月11日 - 開校10周年記念式典を開催。
- 2004年（平成16年）2月28日 - 図書室を開館。

## 通学区域
- 北区
  - 篠路
    - 1条 - 7丁目から10丁目
    - 2条 - 7丁目から10丁目

  - 篠路町上篠路（一部地域を除く）
  - 篠路町太平
    - 百合が原
      - 1丁目から3丁目（札幌市立栄中学校と選択が可能）
      - 4丁目から11丁目

  - 百合が原公園

## 出身者
- 西堀亮 - お笑い芸人（マシンガンズ）
- キャプテン★ザコ - お笑い芸人（キャベツ確認中）